# Tipula (Lunatipula) siskiyouensis
Tipula (Lunatipula) siskiyouensis is een tweevleugelige uit de familie langpootmuggen (Tipulidae). De soort komt voor in het Nearctisch gebied.